# 白金漢門訓練大廳
白金漢門訓練大廳（Buckingham Gate drill halls），是位於倫敦白金漢門58號和59號的軍事設施。

## 歷史

### 白金漢門58號
該建築被設計為第13米德爾塞克斯（女王威斯敏斯特）志願者步槍兵團的總部，並於1886年完工。1908年，該部隊成為倫敦（女王威斯敏斯特步槍）軍團第16（倫敦郡）營。該營於1914年8月在訓練大廳動員，然後部署到西線戰場。
1937年，在倫敦軍團解體後，位於訓練大廳的部隊被重新命名為女王威斯敏斯特，即皇家步槍兵團。該團於1961年與維多利亞女王的步槍兵團合併，然後搬到戴維斯街訓練大廳。
在1970年代，訓練大廳由陸軍軍校學生協會使用，並且在20世紀後期，交由倫敦警察廳使用。它仍然存在，目前被用作會議場所。

### 白金漢門59號
該建築由約翰·馬克維卡爾·安德森設計，作為第7（倫敦蘇格蘭）米德爾塞克斯志願者步槍兵團的總部，並於1886年7月由劍橋公爵主持啟用典禮。從1899年到1901年，全英羽球公開錦標賽在訓練大廳舉行。第7（倫敦蘇格蘭）米德爾塞克斯志願者步槍兵團於1908年成為倫敦軍團（倫敦蘇格蘭）第14（倫敦郡）營。
1912年5月，訓練大廳被用作鐵達尼號沉沒調查的地點。
1914年8月，第14（倫敦郡）營被調動到訓練大廳，然後被部署到西線戰場。1937年，在倫敦軍團解體後，位於訓練大廳的單位被重新命名為倫敦蘇格蘭，戈登高地人。
1944年4月，在第二次世界大戰期間，伊莉莎白公主參觀了訓練大廳的海上童子軍展覽。1947年，該團重建，但其總部仍在訓練大廳。
訓練大廳於1985年被拆除，部分結構，包括鍛鐵屋頂、雙層鐵畫廊和戰爭紀念館，被重新安置到新的霍斯菲利路訓練大廳。此後，白金漢門舊址已經改建成辦公大樓，目前由太古集團使用。